# 5187 Domon
Az 5187 Domon (ideiglenes jelöléssel 1990 TK1) a Naprendszer kisbolygóövében található aszteroida. Kin Endate,  Vatanabe Kazuró fedezte fel 1990. október 15-én.